# Edyairth Ortega
Edyairth Alberto Ortega Alatorre (Guadalajara, 23 gennaio 1997) è un calciatore messicano, centrocampista dell'Atlas.

## Carriera
Cresciuto nel settore giovanile dell'Atlas, esordisce in prima squadra il 25 gennaio 2018, disputando l'incontro di Copa MX vinto per 1-2 contro il Tampico Madero; due mesi dopo ha esordito in Liga MX, giocando l'incontro perso per 3-1 sul campo del Veracruz.

## Statistiche

### Presenze e reti nei club
Statistiche aggiornate al 4 maggio 2022.
| Stagione        | Squadra         | Campionato      | Campionato | Campionato | Coppe nazionali | Coppe nazionali | Coppe nazionali | Coppe continentali | Coppe continentali | Coppe continentali | Altre coppe | Altre coppe | Altre coppe | Totale | Totale |
| Stagione        | Squadra         | Comp            | Pres       | Reti       | Comp            | Pres            | Reti            | Comp               | Pres               | Reti               | Comp        | Pres        | Reti        | Pres   | Reti   |
| --------------- | --------------- | --------------- | ---------- | ---------- | --------------- | --------------- | --------------- | ------------------ | ------------------ | ------------------ | ----------- | ----------- | ----------- | ------ | ------ |
| gen.-apr. 2018  | Atlas           | LM              | 6          | 2          | CM              | 4               | 0               |                    | -                  | -                  |             | -           | -           | 10     | 2      |
| 2018-2019       | Atlas           | LM              | 4          | 0          | CM              | 3               | 0               |                    | -                  | -                  |             | -           | -           | 7      | 0      |
| 2019-2020       | Tampico Madero  | AM              | 22         | 0          | CM              | 0               | 0               |                    | -                  | -                  |             | -           | -           | 22     | 0      |
| 2020-2021       | Atlas           | LM              | 11         | 0          |                 | -               | -               |                    | -                  | -                  |             | -           | -           | 11     | 0      |
| 2021-2022       | Atlas           | LM              | 4          | 0          |                 | -               | -               |                    | -                  | -                  |             | -           | -           | 4      | 0      |
| Totale carriera | Totale carriera | Totale carriera | 47         | 2          |                 | 7               | 0               |                    | -                  | -                  |             | -           | -           | 54     | 2      |